# Walesby (Lincolnshire)
Walesby is een civil parish in het bestuurlijke gebied West Lindsey, in het Engelse graafschap Lincolnshire met 215 inwoners.